# 約阿尼納城堡

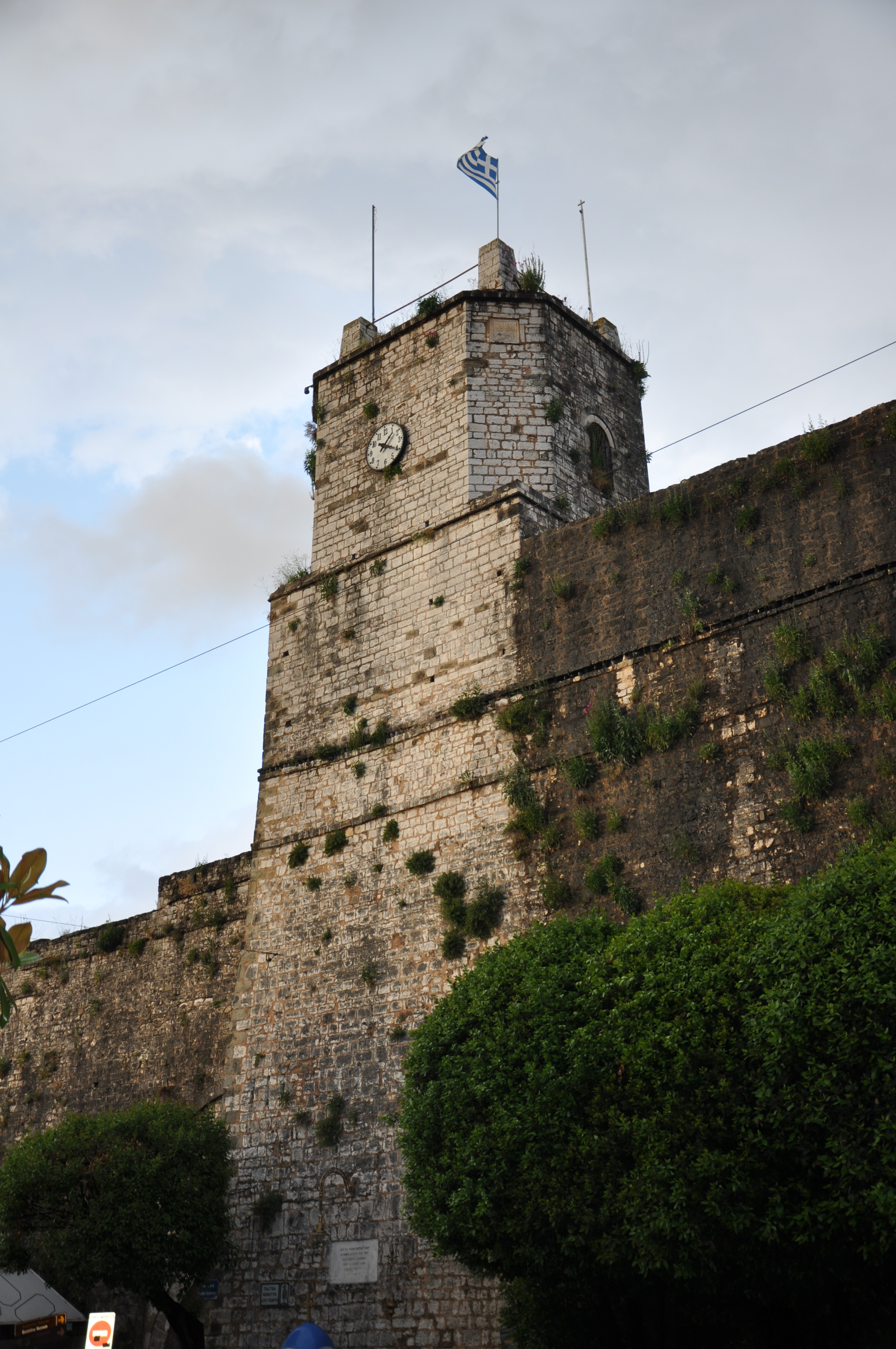

約阿尼納城堡（希臘語：Κάστρο Ιωαννίνων）是位於希臘西北部城市約阿尼納的一座城堡。

## 历史
現在的城堡建築大部分修建於鄂圖曼帝國後期，但部分融合了之前存在的拜占庭帝國時期的建築。這座城堡首次被提及是在1020年，但其在之前數世紀就已經存在。